# Episodi di Kings Row
La prima e unica stagione della serie televisiva Kings Row è andata in onda negli Stati Uniti dal 13 settembre 1955 al 17 gennaio 1956 sulla ABC.
| nº | Titolo originale      | Prima TV USA      |
| -- | --------------------- | ----------------- |
| 1  | Lady in Fear          | 13 settembre 1955 |
| 2  | Two of a Kind         | 4 ottobre 1955    |
| 3  | Ellie                 | 25 ottobre 1955   |
| 4  | Mail Order Bride      | 15 novembre 1955  |
| 5  | Introduction to Erica | 6 dicembre 1955   |
| 6  | Wedding Gift          | 27 dicembre 1955  |
| 7  | Carnival              | 17 gennaio 1956   |

## Lady in Fear
- Prima televisiva: 13 settembre 1955

### Trama
- Guest star: George Chandler (Carstairs), Gordon Douglas (se stesso - Guest), Myrna Fahey (Renee), Russell Johnson (Mark), Alan Ladd (se stesso - Guest), Jack Macy (Skeffington), Peggy Webber (Eloise)

## Two of a Kind
- Prima televisiva: 4 ottobre 1955

### Trama
- Guest star: Wallace Ford (zio Ezra), Peter J. Votrian (Tim)

## Ellie
- Prima televisiva: 25 ottobre 1955

### Trama
- Guest star: Kathryn Givney (Millicent Banning), Joy Page (Ellie)

## Mail Order Bride
- Prima televisiva: 15 novembre 1955

### Trama
- Guest star: Lee Patrick (Mrs. Johnson), Rhys Williams (Kevin Monaghan)

## Introduction to Erica
- Prima televisiva: 6 dicembre 1955

### Trama
- Guest star: John Alderson (Mike Polich), Isa Ashdown (Child), Nadine Ashdown (Child), Maria Palmer (Erica Schiller)

## Wedding Gift
- Prima televisiva: 27 dicembre 1955

### Trama
- Guest star: Natalie Wood

## Carnival
- Prima televisiva: 17 gennaio 1956

### Trama
- Guest star: Sydney Chaplin (Tiger Hudson), Margaret Field (Louise Thornton), Dennis Hopper (Tod Monaghan), Claire Kelly (Little Egypt), Natalie Wood (Renee Gyllinson)